# Unification (album)
Unification is het tweede studioalbum van de Duitse powermetalband Iron Savior. Het vervolgt het sciencefictionverhaal dat was begonnen op het eerste album, Iron Savior.

## Tracklist
1. "Coming Home" - (Piet Sielck) (5:25)
2. "Starborn" - (Sielck) (4:36)
3. "Deadly Sleep" - (Kai Hansen) (5:09)
4. "Forces of Rage" - (Sielck) (5:46)
5. "Captain's Log" - (Sielck) (1:02)
6. "Brothers (Of the Past)" - (Sielck) (4:42)
7. "Eye to Eye" - (Sielck) (5:51)
8. "Mind Over Matter" - (Sielck) (5:34)
9. "Prisoner of the Void" - (Sielck) (4:43)
10. "The Battle" - (Sielck) (5:46)
11. "Unchained" - (Sielck) (6:09)
12. "Forevermore" - (Hansen) (5:15)

### Bonusnummers
1. "Gorgar" - (Helloween-cover) (4:06)
2. "Neon Knights" - (Black Sabbath-cover) (3:53)
3. "Dragonslayer" - (door Excelsis) (5:24)

### Japans bonusnummer
1. "Metal Invaders" - (Helloween-cover) (3:50)

## Bandleden

### Iron savior
- Piet Sielck – zang, achtergrondzang, gitaar
- Jan-Sören Eckert – basgitaar, zang
- Kai Hansen – zang, gitaar
- Andreas Kück – keyboard, achtergrondzang
- Dan Zimmermann – drums

### Aanvullende muzikanten
- Uwe Lulis – gitaarsolo op "The Battle"
- Claudia Solms – vrouwelijke koorstemmen op "Forevermore"
- Jason Breitwege – stem van de verteller op "Captain's Log"

### Productie
- Piet Sielck – producent, technicus, mixage
- Kai Hansen – aanvullende mixage op "Deadly Sleep"
- Iron Savior – bijkomende productie
- Kristian Huitula – hoesillustraties
- Marisa Jacobi – andere illustraties
- Melanie Dreysse – foto's